# Deudorix catori
Deudorix catori är en fjärilsart som beskrevs av George Thomas Bethune-Baker 1903. Deudorix catori ingår i släktet Deudorix och familjen juvelvingar. Inga underarter finns listade i Catalogue of Life.